# Alois-Constantino, 9.º Príncipe de Löwenstein-Wertheim-Rosenberg
Aloísio Constantino, 9.º Príncipe de Löwenstein-Wertheim-Rosenberg (em alemão: Alois-Kostantin; Wurtzburgo, 16 de dezembro de 1941) é um empresário alemão e o chefe da casa de Löwenstein-Wertheim-Rosenberg. É o ramo cadete católico dos Príncipes de Löwenstein-Wertheim e patriarca da casa de Wittelsbach que governou o Reino da Baviera até 1918.

## Início da vida
Alois nasceu em Wurtzburgo, o quinto filho e único filho de Carlos, 8.º Príncipe de Löwenstein-Wertheim-Rosenberg e de Carolina dei Conti Rignon. Ele tinha quatro irmãs mais velhas e duas irmãs mais novas:
- Arquiduquesa Maria da Áustria (6 de novembro de 1935) esposa do Arquiduque José Arpád da Áustria (8 de fevereiro de 1933), com descendência;
- Princesa Josefina de Liechtenstein (17 de maio de 1937) esposa do Príncipe Alexandre de Liechtenstein (14 de maio de 1929 - 16 de março de 2012), com descendência;
- Princesa Mônica de Löwenstein-Wertheim-Rosenberg (28 de abril de 1939) esposa de Dom Jaime Mendez de Vigo y del Arco (23 de novembro de 1933), com descendência;
- Arquiduquesa Cristiane da Áustria (18 de setembro de 1940) esposa do Arquiduque Michael da Áustria (5 de maio de 1942), com descendência;
- Princesa Isabel-Alexandra de Löwenstein-Wertheim-Rosenberg (2 de maio de 1944) esposa de Dom José Maria Trenor y Suárez de Lezo (25 de julho de 1939), sem descendência;
- Princesa Lioba de Oettingen-Oettingen e Oettingen-Wallerstein (2 de outubro de 1946) esposa de Moritz Eugen, Príncipe de Oettingen-Oettingen e Oettingen-Wallerstein (20 de maio de 1946), com descendência.

## Carreira
Alois formou-se em Direito pela Universidade de Würzburgo. Depois de trabalhar para Gulf Oil em Pittsburgh, foi diretor da Merck Finck & Co e LGT Bank. Ele é um comandante da Ordem do Santo Sepulcro, um cavaleiro da Ordem do Tosão de Ouro, e membro do conselho da Papal Foundation Centesimus Annus Pro Pontifice (CAPP).

## Casamento e família
Alois casou com a princesa Anastásia da Prússia, a filha mais velha do príncipe Humberto da Prússia, em uma cerimônia civil em 8 de Outubro de 1965, no Bronnbach, e em uma cerimônia religiosa, um mês depois, em Erbach. O casal está vivendo no Castelo Kleinheubach. Eles tiveram quatro filhos:
- Príncipe hereditário Carlos Frederico (30 de setembro de 1966 - 24 de abril de 2010) casou com a Baronesa Stephanie von Brenken em 8 de agosto de 1998, em Brenken, Alemanha, com descendência;
- Príncipe Huberto Maximiliano Gabriel Luís Francisco Constantino Dominico Wunibald Maria (18 de dezembro 1968) casou com a Baronesa Iris von Dornberg (1969), em 17 de setembro de 2010;
- Princesa Cristina Maria Johanna Carolina Madalena Osy Cecília Hermine Isidora Vitória Anastásia (4 de abril de 1974) casou em 2002, com Guido von Rohr (nascido em 27 de setembro de 1969), com descendência;
- Príncipe Dominico Guilherme Cristiano Nicolau Sturmius Antônio Carlos Benedito Félix Maria (07 de março de 1983) casou com a Condessa Olga de Castell-Rüdenhausen em Rüdenhausen, filha de João Frederico, Príncipe de Castell-Rüdenhausen e da condessa Maria von Schonborn-Wiesentheid, em 22 de setembro de 2012, com descendência.[1]